# Myzaphis komatsubarae
Myzaphis komatsubarae är en insektsart. Myzaphis komatsubarae ingår i släktet Myzaphis och familjen långrörsbladlöss. Inga underarter finns listade i Catalogue of Life.